# Iotrigoniidae
Iotrigoniidae zijn een uitgestorven familie van tweekleppigen uit de orde Trigonioida.

## Taxonomie
De volgende geslachten zijn bij de familie ingedeeld:
- † Andivaugonia Leanza, 1993
- † Grandigonia M.R. Cooper, 2015
- † Iotrigonia van Hoepen, 1929
- † Levytrigonia M.R. Cooper, 2015
- † Mayesella M.R. Cooper, 2015
- † Perezella M.R. Cooper, 2015
- † Tamaragonia M.R. Cooper, 2015
- † Zaletrigonia Skwarko, 1963